# Brian Asbury
Pour les articles homonymes, voir Asbury.
Ne doit pas être confondu avec Brian Astbury.
Brian Asbury, né le 1er octobre 1986 à Miami, Floride, est un joueur américano-équatoguinéen de basket-ball. Il évolue au poste d'ailier.

## Biographie
Le 25 août 2012, il signe en Espagne, au Cajasol Séville.
Le 9 août 2013, il signe en Israël, à l'Hapoël Holon.
Le 10 novembre 2014, il signe avec l'Hapoël Eilat.
Le 20 juillet 2015, il part en France où il signe à Bourg-en-Bresse.
Depuis 2017, il joue avec l'équipe des Tampereen Pyrintö, club finlandais de première division.

## Statistiques

### Universitaires
Les statistiques de Brian Asbury lors des matches universitaires sont les suivantes :
| Saison    | Équipe | Matchs | Titul. | Min./m | % Tir | % 3pts | % LF | Rbds/m. | Pass/m. | Int/m. | Ctr/m. | Pts/m. |
| --------- | ------ | ------ | ------ | ------ | ----- | ------ | ---- | ------- | ------- | ------ | ------ | ------ |
| 2005-2006 | Miami  | 32     | 1      | 7,9    | 20,4  | 12,5   | 53,3 | 1,75    | 0,31    | 0,28   | 0,00   | 1,03   |
| 2006-2007 | Miami  | 32     | 31     | 30,5   | 44,3  | 29,4   | 76,2 | 6,03    | 1,28    | 1,44   | 0,59   | 11,66  |
| 2007-2008 | Miami  | 34     | 15     | 24,5   | 45,2  | 38,0   | 85,4 | 4,09    | 1,59    | 0,71   | 0,38   | 8,79   |
| 2008-2009 | Miami  | 32     | 19     | 24,2   | 42,9  | 24,6   | 75,9 | 5,03    | 1,22    | 0,94   | 0,47   | 8,00   |
| Total     |        | 130    | 66     | 21,8   | 42,5  | 29,0   | 78,0 | 4,22    | 1,11    | 0,84   | 0,36   | 7,39   |

## Clubs successifs
- 2005-2009 :  Hurricanes de Miami (NCAA)
- 2009-2010 :  Hapoël Kiryat Tivon (D2)
- 2010-2011 :  Hapoël Tel-Aviv (D2)
- 2011-2012 :  GreenTops Netanya
- 2012-2013 :  Cajasol Séville
- 2013-2014 :  Hapoël Holon
- 2014-2015 :  Hapoël Eilat
- 2015-2016 :  JL Bourg Basket (Pro B)
- 2016-2017 :  AS Ramat Hasharon
- 2017-2018 :  Tampereen Pyrintö
- 2018-2019 :  Kouvot (en)
- 2019-2020 :  SZTE-Szedeák (en)[6]